# Tożsamość Bourne’a (powieść)
Tożsamość Bourne’a – powieść szpiegowska, dreszczowiec z 1980 roku, której autorem jest amerykański pisarz Robert Ludlum. Pierwsza z cyklu opisująca przygody Jasona Bourne’a. Została zekranizowana po raz pierwszy jako miniserial w roku 1988 i następnie jako film sensacyjny w 2002 w reżyserii Douga Limana. Książka jest inspirowana postacią terrorysty Ilicza Ramireza Sancheza znanego jako Carlos i Szakal.

## Fabuła
Tajemniczego mężczyznę wyłowionego z morza ratuje grupa rybaków. Pod okiem lekarza – uciekiniera, dochodzi on jednak do pełni sił fizycznych. Po przebytym urazie głowy, krzepki, szarozielononiebieskooki mężczyzna nie pamięta nic ze swojej przeszłości. Nie pamięta żadnych faktów ze swojego życia. Dysponując jedynie poszlakami rusza „wstecz” by odkryć swoją tożsamość. Jednak z każdą sekundą dowiaduje się, że przez całe „poprzednie” życie tylko od niej uciekał. Wykorzystywał do tego swój trudny do jednoznacznego określenia wygląd, dzięki któremu przybierał różne oblicza. Kolejne wydarzenia i dziwnie znajome uczucia co do nieznanych mu miejsc czy wydarzeń, pomimo amnezji, wprowadzają go w nieustanny obłęd. Wie jedynie, że ktoś usiłuje go zabić, i co najgorsze – jemu również przychodzi to bez trudu. W swej podświadomości wie że potrafi zrobić wszystko, byle by tylko przetrwać, jak również uzyskać odpowiedź na pytanie – „Kim jest?”.